# Sint-Quintinuskerk (Hees)

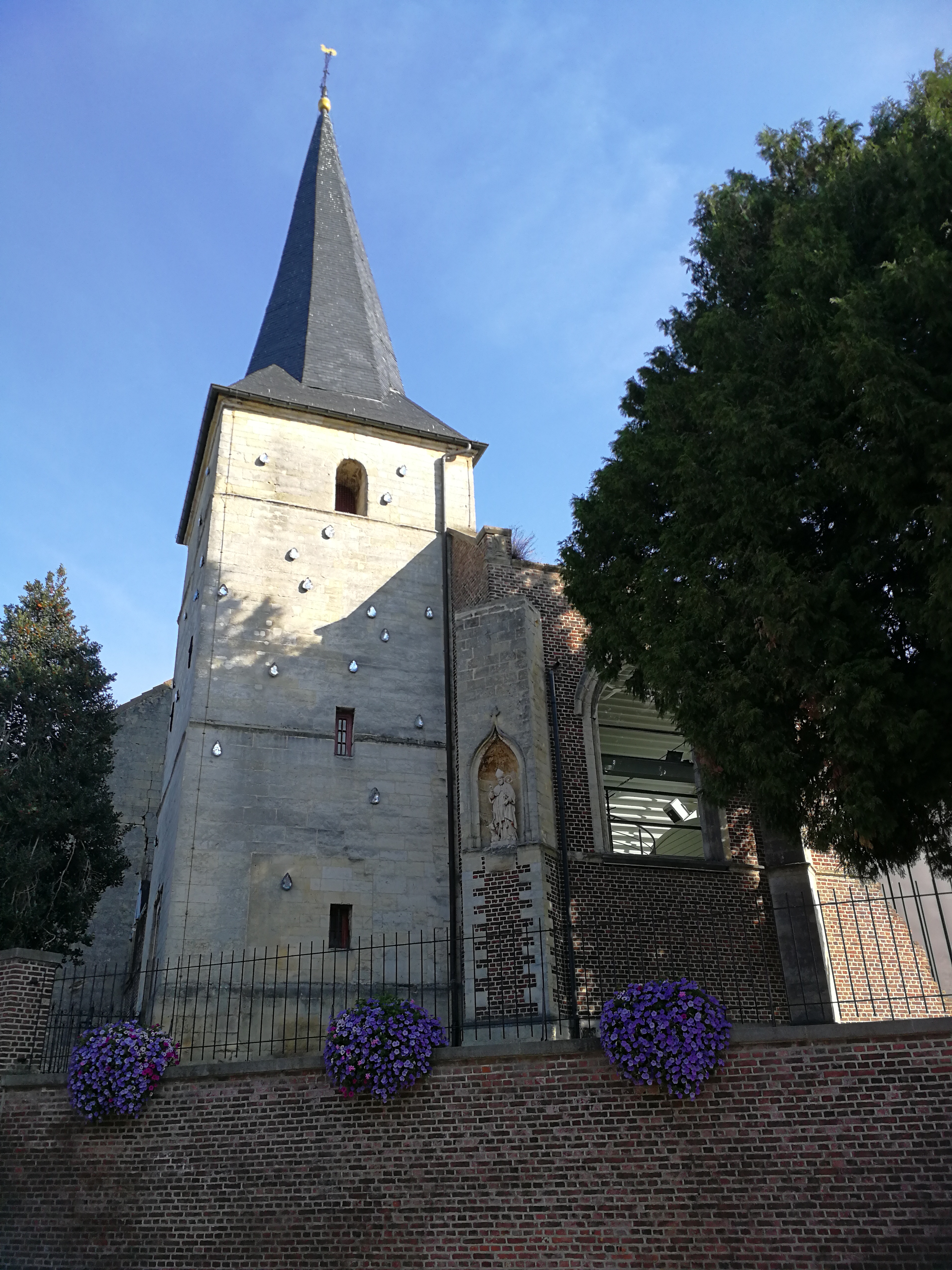
De oude Sint-Quintinuskerk

De Sint-Quintinuskerk was de parochiekerk van Hees, toegewijd aan de heilige Quintinus.

## Oude Sint-Quintinuskerk
De voormalige kerk is gelegen aan de Torenstraat. Oorspronkelijk was er een kapel, maar deze werd in 1842 gesloopt en vervangen door een neogotisch kerkgebouw, waarbij de oude toren behouden bleef. In hetzelfde jaar werd Hees verheven tot parochie. De kerk lag op een hoogte en was bereikbaar met een trap. Het neogotisch bouwwerk had echter te lijden van een slechte fundering, waardoor verval intrad en de kerk moest worden gesloten. Bij de sluiting in 1966 werd de toren opnieuw gespaard en een nieuwe, modernistische kerk werd gebouwd, de Nieuwe Sint-Quintinuskerk.
De overgebleven muurdelen tegen de toren zijn beschermd sinds 1996. Op de ruïnes werd een ontmoetingscentrum gebouwd samen met twee fietskluizen met overnachtingsmogelijkheden voor fietstoeristen.
De 14e-eeuwse toren van deze kerk is een mergelstenen toren met drie geledingen, gedekt door een ingesnoerde naaldspits. De toren toont in stijl een overgang tussen romaans en gotisch. In de toren bevindt zich een classicistisch ingangsportaal uit 1787. Sinds 1975 is de toren een beschermd monument.

## Nieuwe Sint-Quintinuskerk
De Nieuwe Sint-Quintinuskerk bevindt zich in de Heesstraat. Het is een doosvormig bakstenen kerkgebouw met vrijstaande betonnen open klokkentoren. Deze kerk werd gebouwd in 1966 en architect was Adolf Nivelle.
De kunstschatten uit de oude kerk werden naar de nieuwe kerk overgebracht. Dit betrof een Sint-Norbertusbeeld (16e eeuw) en een Sint-Quintinusbeeld (17e eeuw). Ook een 18e-eeuwse preekstoel werd overgebracht.

## Galerij

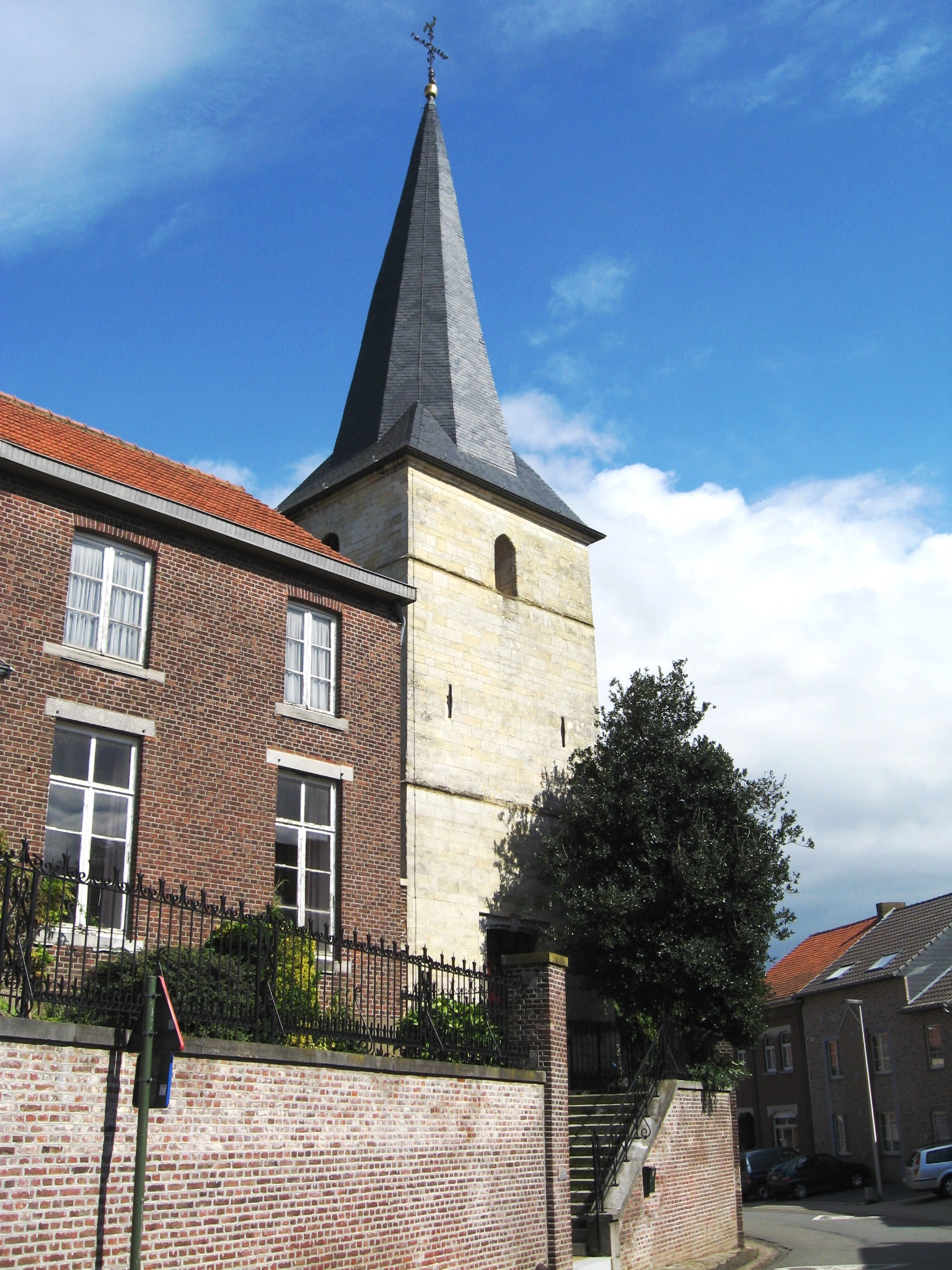
De gotische toren van de voormalige Sint-Quintinuskerk
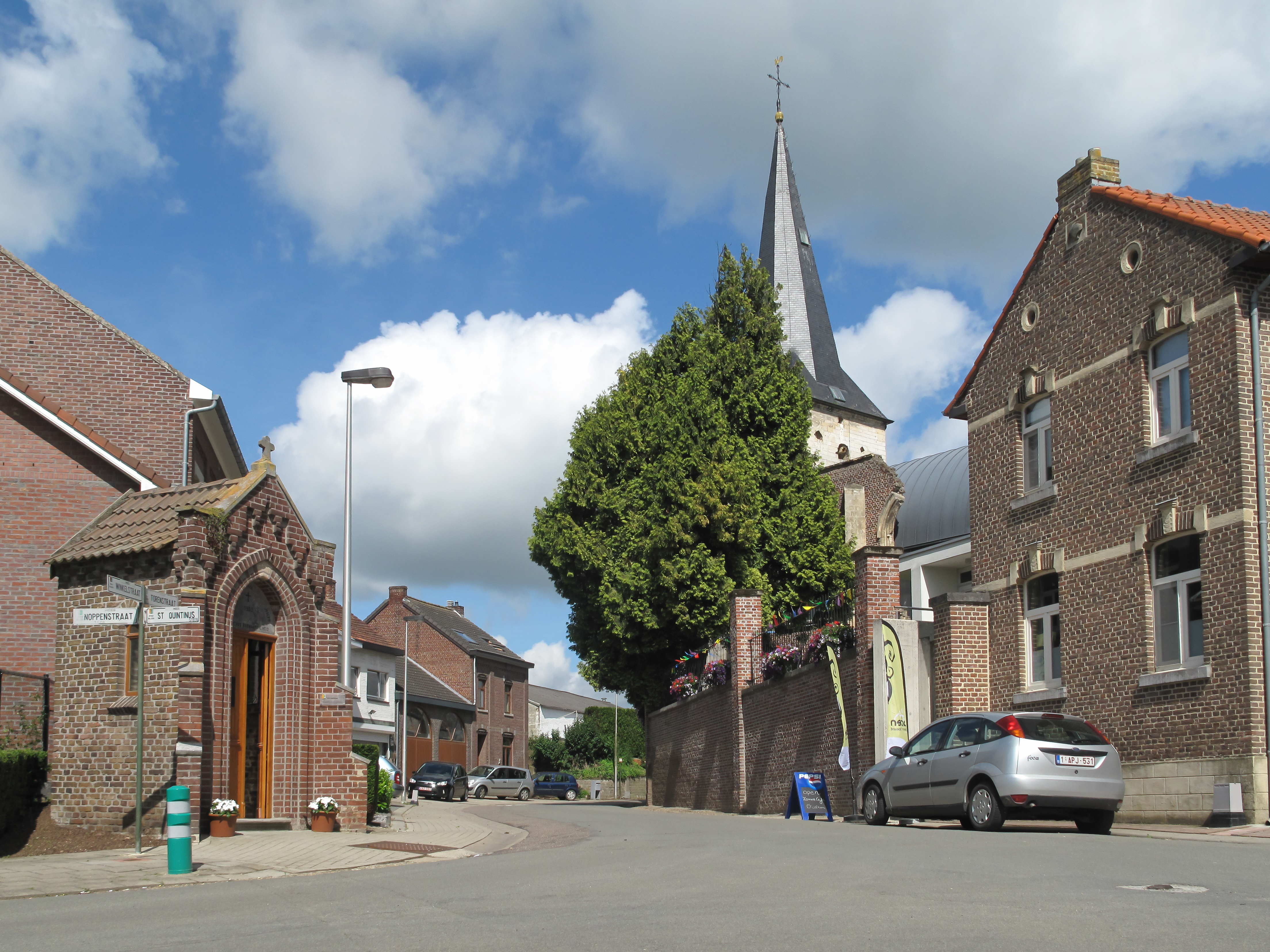
De toren van de voormalige de Sint-Quintinuskerk in straatgezicht
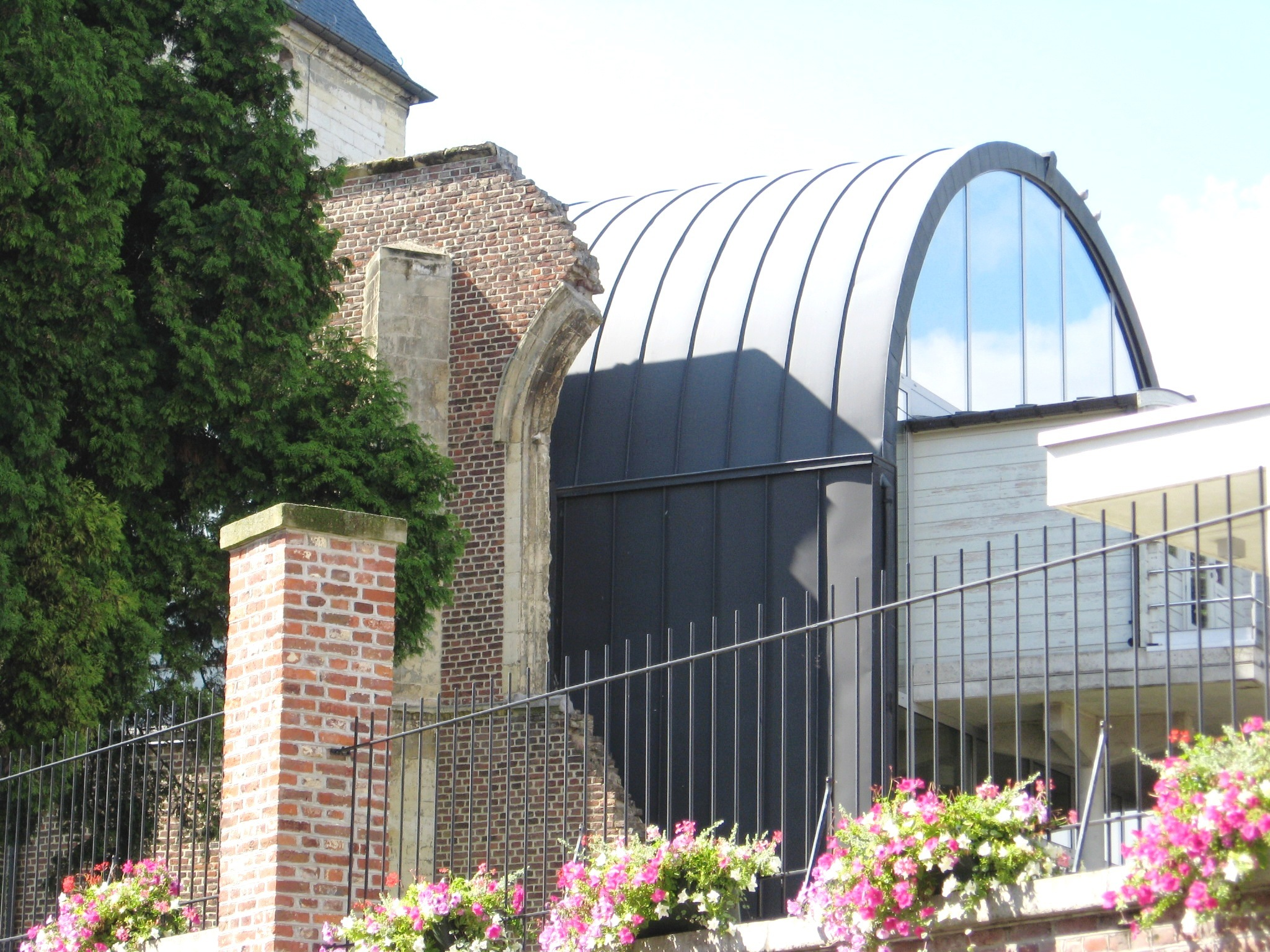
Fietskluizen op de puinhoop van de voormalige kerk
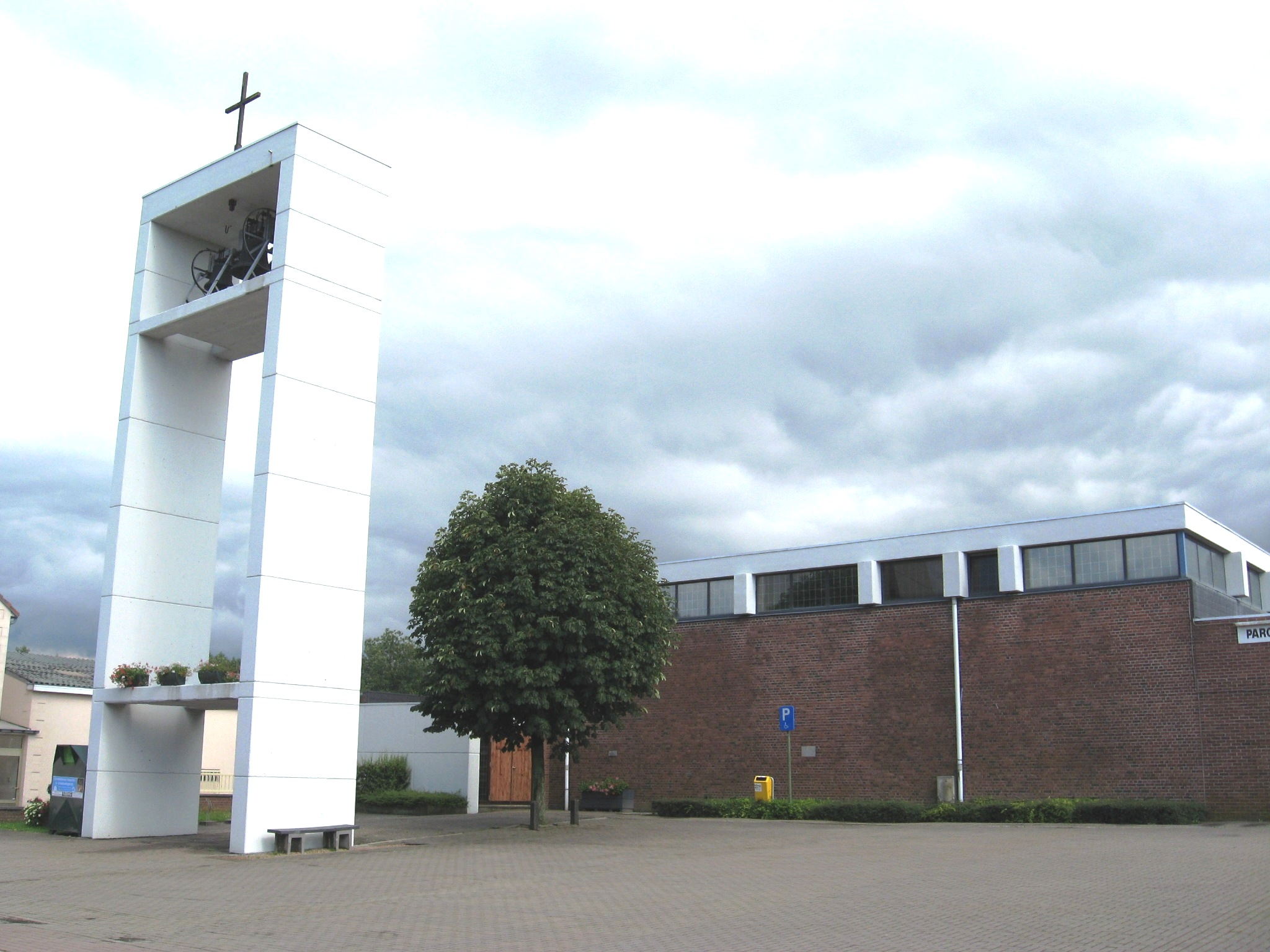
Nieuwe Sint-Quintinuskerk

## Coördinaten
De coördinaten van de gebouwen zijn:
- Oude Sint-Quintinuskerk: 50° 50′ 44″ NB, 5° 36′ 32″ OL
- Nieuwe Sint-Quintinuskerk: 50° 50′ 47″ NB, 5° 36′ 34″ OL